# Orchestre de la Communauté de Madrid
L'Orchestre de la Communauté de Madrid (Orquesta de la Comunidad de Madrid en espagnol), connu également comme Orquesta y Coro de la Comunidad de Madrid (ORCAM, Orchestre et Chœur de la Communauté de Madrid), est un orchestre symphonique espagnol basé à Madrid, fondé en 1987.

## Historique
L'Orchestre de la Communauté de Madrid est fondé en 1987. Auparavant, la Communauté de Madrid possédait déjà un chœur, actif depuis 1984,. 
L'orchestre et le chœur se produisent en concert à Madrid, notamment à l'Auditorium national de musique, et autour de la capitale,. 
Depuis 1998, l'Orchestre de la Communauté de Madrid est l'ensemble résident du Teatro de la Zarzuela. 
À partir de 2021, Marzena Diakun est directrice artistique et cheffe principale de l'orchestre,. 
En 2024, Alondra de la Parra est nommée pour lui succéder à ce poste à compter de la saison 2024-2025, pour une durée de quatre ans,. 

## Directeurs musicaux
Comme directeurs musicaux de l'orchestre se sont succédé :
- Miguel Groba (1987-2000) ;
- José Ramón Encinar (es) (2000-2013) ;
- Víctor Pablo Pérez (en) (2013-2021) ;
- Marzena Diakun (2021-2024) ;
- Alondra de la Parra (depuis 2024).

## Créations
L'Orchestre de la Communauté de Madrid est le créateur de plusieurs œuvres, de Esteban Benzecry (De otros cielos, otros mares..., 2013), Ramon Lazkano (Hauskor pour octuor de violoncelles et orchestre, commande, 2006), Tomás Marco (Ceremonia barroca, 1992) et Luis de Pablo (Un parque, opéra de chambre, 2005), notamment.